# Lorenzo Crespi
Lorenzo Crespi, właściwie Vincenzo Leopizzi (ur. 13 sierpnia 1971 w Mesynie Sycylia) – włoski aktor telewizyjny i filmowy, model.

## Życiorys

### Wczesne lata
Przez cztery pierwsze lata życia wychowywała go matka Maria, która zapisała go do Salezjańskiego Instytutu św. Ludwika w Mesynie, gdzie uczęszczał do szkoły. Mając 16 lat, przeniósł się do Mediolanu, gdzie podjął zróżnicowane prace, m.in. jako kelner i bramkarz w dyskotekach, a następnie kończył pracę jako model dla projektanta mody Giorgio Armaniego. Jego pasją stał się boks i futbol amerykański. Był także asystentem najsłynniejszego włoskiego krytyka sztuki i byłego wiceministra kultury Vittoria Sgarbiego.

### Kariera
Debiutował na dużym ekranie w komediowym melodramacie sci-fi Czarne dziury (I buchi neri, 1995). Na planie filmowym poznał Manuelę Arcuri, z którą był związany przez rok. W 1996 wystąpił w trzecioplanowych rolach w melodramacie Włochy (Italiani) z Marią Grazią Cucinottą i Marco Leonardim, w thrillerze Syndrom Stendhala (La sindrome di Stendhal) z Asią Argento, Thomasem Kretschmannem i ponownie Marco Leonardim, komediodramacie Nimfa plebejska (Ninfa plebea) z Raoulem Bovą oraz miniserialu Sat.1 Powrót Sandokana (Il ritorno di Sandokan) z udziałem Kabira Bediego, Mathieu Carrière i Rominy Power. Za kreację Geko w dramacie wojennym Porzûs (1997) otrzymał nagrodę Globo d'Oro. W serialu kostiumowym Pompeje - w cieniu wulkanu (Pompei, 2007) zagrał postać rzymskiego legionisty Marka Saweriusza.

## Filmografia

### Filmy kinowe
- 1995: Czarne dziury (I buchi neri) jako Adelmo
- 1996: Włochy (Italiani) jako Gaetano
- 1996: Nimfa plebejska (Ninfa plebea) jako Dino
- 1996: Syndrom Stendhala (La sindrome di Stendhal) jako Giulio
- 1997: Porzûs jako Geko giovane
- 1997: Marianna  Ucrìa jako Saro
- 2001: Międza dwa światy/Dawno, dawno temu na Sycylii (Tra due mondi) jako Grifone

### Filmy TV
- 1997: Księżniczka i żebrak (La principessa e il povero) jako Leonardo, brat Ademaro
- 1999: Operazione Odissea jako Musumeci
- 2001: Kobiety w mafii (Donne di mafia)

### Seriale TV
- 1996: Powrót Sandokana (Il ritorno di Sandokan) jako André de Gomera
- 2002: Policja (Carabinieri) jako Tommaso Palermo
- 2005: Ludzie morza (Gente di mare) jako Angelo Sammarco
- 2007: Pompeje - w cieniu wulkanu (Pompei) jako Marco
- 2007: Ludzie morza 2 (Gente di mare 2) jako Angelo Sammarco
- 2007: Opowieści włoskich żon (Mogli a pezzi) jako Luigi
- 2008: Vita da paparazzo